# Megasoma elephas
Espèce
Megasoma elephas, de son nom vernaculaire scarabée-éléphant, est une espèce d'insectes coléoptères, un grand scarabée du genre Megasoma que l'on rencontre au Mexique, en Amérique centrale et dans les forêts humides d'Amérique du Sud.

## Description

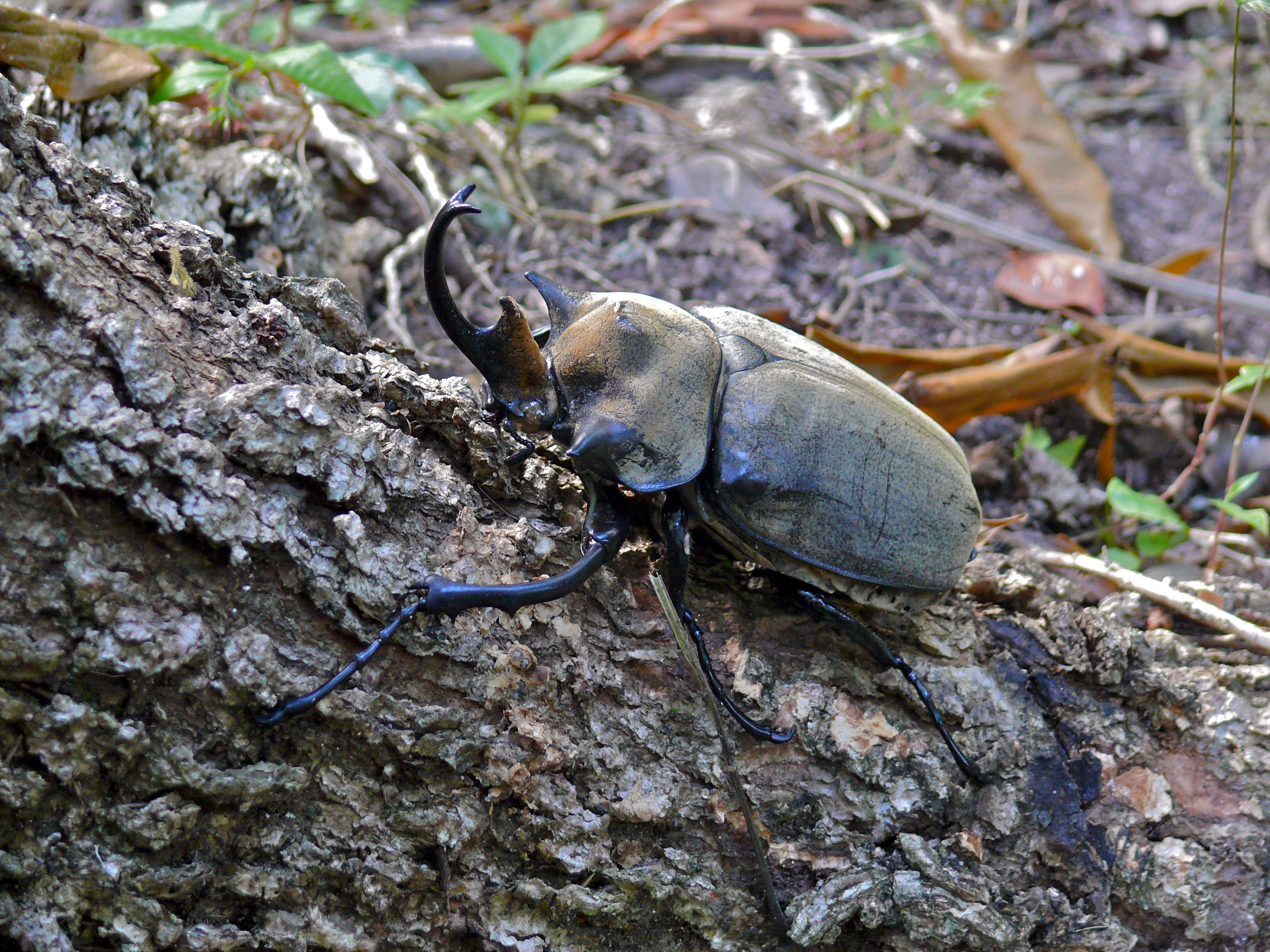
Megasoma elephas (Parc national de Tikal, Guatemala)

Cette espèce est l'une des plus grandes parmi les coléoptères, le mâle pouvant atteindre en effet douze centimètres, et la femelle sept centimètres. Le fond est noir avec des poils jaunes ou brun-jaunâtre. Les mâles possèdent pour le combat contre leurs rivaux deux petites protubérances thoraciques en forme de corne de chaque côté de l'avant du pronotum et une longue corne céphalique. Les yeux sont de chaque côté de la tête. Sur la partie inférieure du thorax se trouvent trois paires de pattes locomotrices. Les élytres jaunâtres chitineuses protègent l'abdomen et la seconde paire d'ailes.

## Sous-espèces
- Megasoma elephas elephas Fabricius, 1775
- Megasoma elephas iijimai Nagai, 2003
- Megasoma elephas occidentalis Bolívar et al., 1963

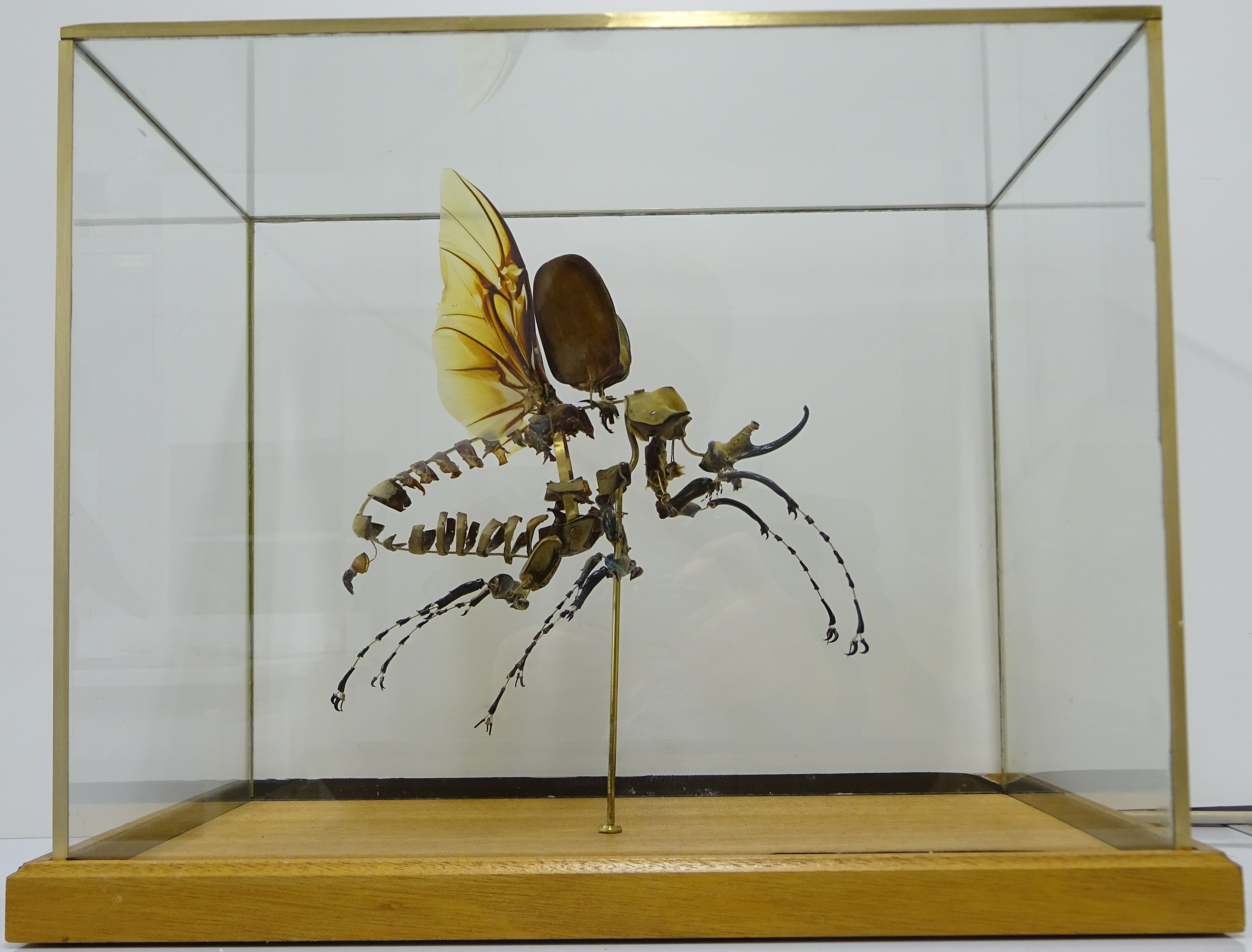
Scarabée-éléphant Megasoma elephas Fabricius, 1775, spécimen 2021.3.1, éclaté "à la Beauchêne", collection du muséum d'histoire naturelle de Bourges.